# Nor Aygestan
Nor Aygestan (in armeno Նոր Այգեստան?, in azero Mollalar) è una comunità rurale del distretto di Ağdam, in Azerbaigian, fino al 2020 appartenente alla regione di Martakert nella repubblica di Artsakh (fino al 2017 denominata repubblica del Nagorno Karabakh).
Il paese, a vocazione agricola, nel 2005 contava poco più di trecento abitanti e si trova sulla sponda sinistra  del fiume Khachenaget non lontano dall'invaso idrico artificiale di Khacen.
L'attuale insediamento di Nor Aygestan sorge nei pressi del vecchio villaggio rimasto distrutto durante la prima guerra del Nagorno Karabakh giacché prossimo alla ex linea di confine tra armeni e azeri ed è tornato sotto il controllo azero in seguito all'accordo di cessate il fuoco nella seconda guerra del Nagorno Karabakh.